# دنيس بي كوران
دنيس بي كوران (بالإنجليزية: Dennis Patrick Curran) هو كيميائي وأستاذ جامعي أمريكي، ولد في 10 يونيو 1953 في إيستون في الولايات المتحدة.